# Nicolas Pethes
Nicolas Pethes (* 1970) ist ein deutscher Literaturwissenschaftler, Medienwissenschaftler und Hochschullehrer.

## Leben
Nicolas Pethes studierte von 1990 bis 1996 Germanistik, Philosophie und Theaterwissenschaft in Köln und Hamburg. Anschließend promovierte er 1998 an der Universität zu Köln mit der Dissertation Mnemographie. Poetiken der Erinnerung und Destruktion nach Walter Benjamin. 2005 erfolgte ebenda seine Habilitation mit einer Lehrbefugnis für Neuere Deutsche Literatur sowie Medienwissenschaft. Von 1998 bis 2003 forschte und lehrte er an den Universitäten Siegen, Köln und Stanford. Von 2003 bis 2007 leitete er die Emmy-Noether Nachwuchsgruppe Kulturgeschichte des Menschenversuchs an der Universität Bonn. Von 2005 bis 2009 lehrte Pethes als W2-Professor für Europäische Literatur und Mediengeschichte an der Fernuniversität in Hagen. Von 2009 bis 2014 war er W3-Professor für Neuere deutsche Literaturwissenschaft an der Ruhr-Universität Bochum. Seit 2014 ist er W3-Professor für Neuere deutsche Literaturwissenschaft an der Universität zu Köln.

## Schriften (Auswahl)
- Mnemographie. Poetiken der Erinnerung und Destruktion nach Walter Benjamin. Tübingen 1999, ISBN 3-484-63021-3 (zugl. Diss. 1998 Universität zu Köln).
- Spektakuläre Experimente. Allianzen zwischen Massenmedien und Sozialpsychologie im 20. Jahrhundert. Weimar 2004, ISBN 3-89739-465-0.
- Zöglinge der Natur. Der literarische Menschenversuch des 18. Jahrhunderts. Göttingen 2007, ISBN 3-8353-0154-3.
- Kulturwissenschaftliche Gedächtnistheorien zur Einführung. Hamburg 2008, ISBN 978-3-88506-656-9.
- Springsteen. A Lifetime Conversation (= Reihe: Popgeschichte). Wallstein, Göttingen 2024, ISBN 978-3-8353-5752-5.

### Herausgeberschaft
- Susanne Düwell, Nicolas Pethes (Hrsg.): Fall – Fallgeschichte – Fallstudie. Theorie und Geschichte einer Wissensform. Frankfurt am Main/New York 2014, ISBN 978-3-593-50102-4.